# Пудовкин, Евгений Михайлович
Евгений Михайлович Пудовкин (род. 20 марта 1964) — советский и российский хоккеист, нападающий.

## Биография
Воспитанник тольяттинского хоккея, первый тренер В. Ф. Гуженков. Дебютировал в «Торпедо» Тольятти в сезоне 1980/81, по итогам следующего сезона вышел с командой в первую лигу. В 1985—1987 годах играл за фарм-клуб ленинградского СКА «Звезда» Оленегорск — Ленинград. Затем играл за «Торпедо» (1987/88 — 1989/90), «Ижсталь» (1990/91), «Металлург» Магнитогорск (1990/91 — 1992/93), «Южный Урал» Орск (1992/93).
Бронзовый призёр чемпионата Европы среди юниоров 1982 года.